# Jan Nepomucen Głowacki

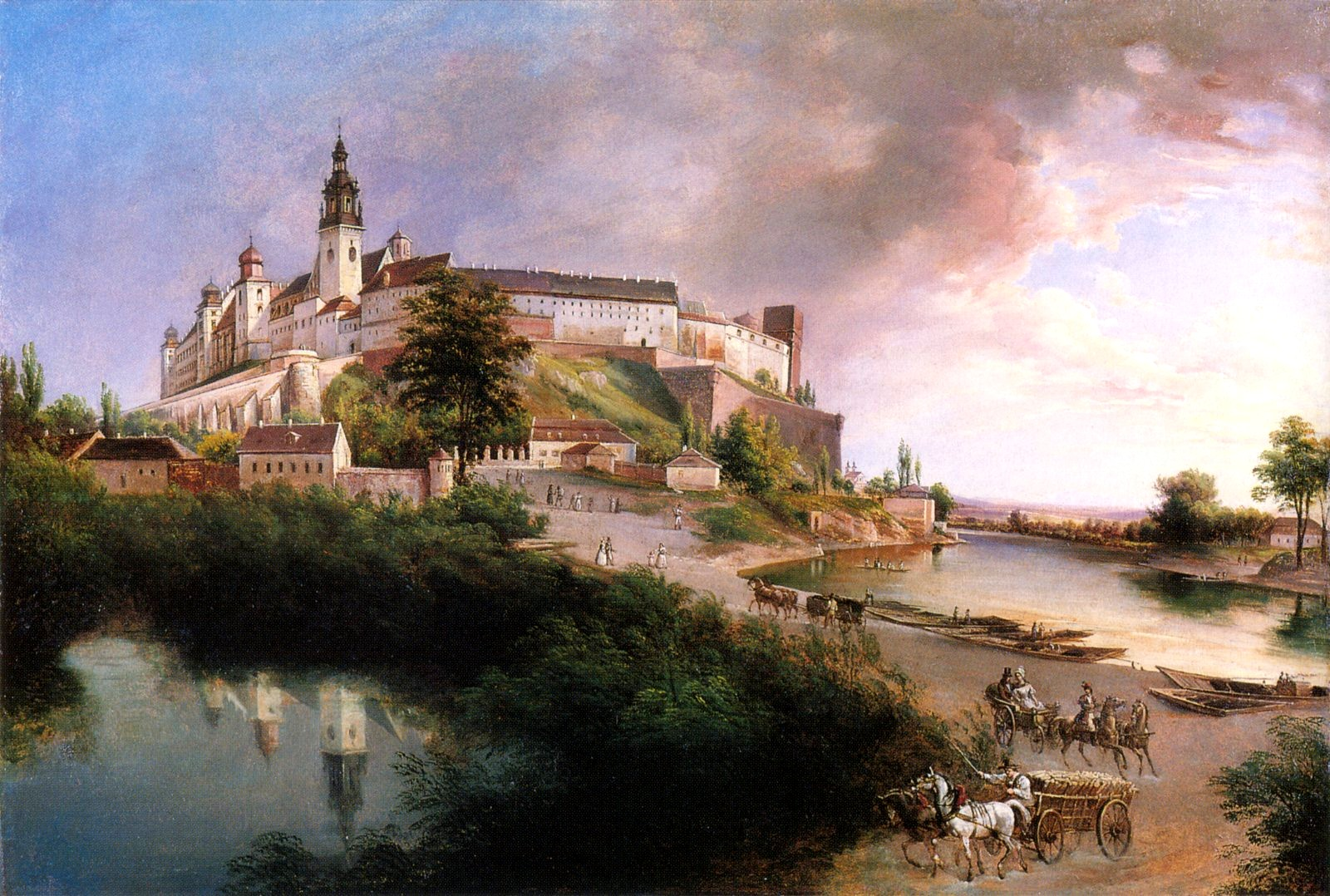
Staw na Groblach i przystań flisaków na Wiśle pod Wawelem, 1845

Jan Nepomucen Głowacki (ur. 1802 w Krakowie, zm. 28 lipca 1847 tamże) – polski malarz epoki romantyzmu.

## Kariera
Urodził się w rodzinie organmistrza Błażeja. Uczył się w krakowskim liceum św. Anny. W 1819 zaczął naukę malarstwa w Szkole Sztuk Pięknych w Krakowie pod kierunkiem Józefa Brodowskiego i Józefa Peszki, którą ukończył w 1825. Następnie przez parę miesięcy studiował w Pradze, a od grudnia 1825 na Akademii Sztuk Pięknych w Wiedniu. W 1828 wrócił do Krakowa. Został nauczycielem rysunku i malarstwa w liceum św. Anny, pracując tam z roczną przerwą do śmierci. Jednocześnie nauczał w okresie 1831-1833 i od 1837 jako profesor nadzwyczajny na swej macierzystej uczelni. Od 1834 do 1835 był na stypendium w Rzymie.
Malował głównie krajobrazy, w tym jako pierwszy - tatrzańskie i widoki, rzadziej obrazy religijne i portrety. W twórczości artystycznej wyraźnie ulegał wpływom wiedeńskim, co szczególnie uwidocznione jest w portretach jego autorstwa. Nazywano go ojcem krajobrazu polskiego. Widoki Krakowa jego autorstwa upowszechnione zostały dzięki publikacji przez drukarnię Friedleina albumu pt. 24 widoki Krakowa i jego okolic, zdjętych podług natury przez J.N. Głowackiego (1836).
Jedna z jego sióstr, Tekla, zajmowała się rysunkiem. Synami jego siostry Stefanii byli – prawnik i polityk Wiktor Jaroński, wybitny skrzypek Mieczysław Jaroński oraz wiolonczelista i śpiewak Stanisław Jaroński. 

## Wybrane dzieła
Obrazy Jana Nepomucena Głowackiego znajdują się w różnych kolekcjach muzealnych:
- Widok na miasto w dolinie, 1829, Muzeum Narodowe w Warszawie
- Widok Tatr z Poronina, 1836, Muzeum Okręgowe w Toruniu
- Morskie Oko, 1837, Muzeum Narodowe w Krakowie
- Dolina Kościeliska w Tatrach, 1840, Muzeum Narodowe we Wrocławiu
- Potok górski, około 1840, Muzeum Śląskie w Katowicach
- Pejzaż górski, około 1840, Muzeum Narodowe w Warszawie
- Skały Kmity w Ojcowie, 1843, Galeria Sztuki we Lwowie
- Staw na Groblach i przystań flisaków na Wiśle pod Wawelem, 1845, Państwowe Zbiory Sztuki na Wawelu
- Łomnica w chmurach, 1845, Zakład Narodowy im. Ossolińskich we Wrocławiu
- Pejzaż podgórski - Ogrodzieniec, 1846, Muzeum Narodowe w Warszawie

## Galeria

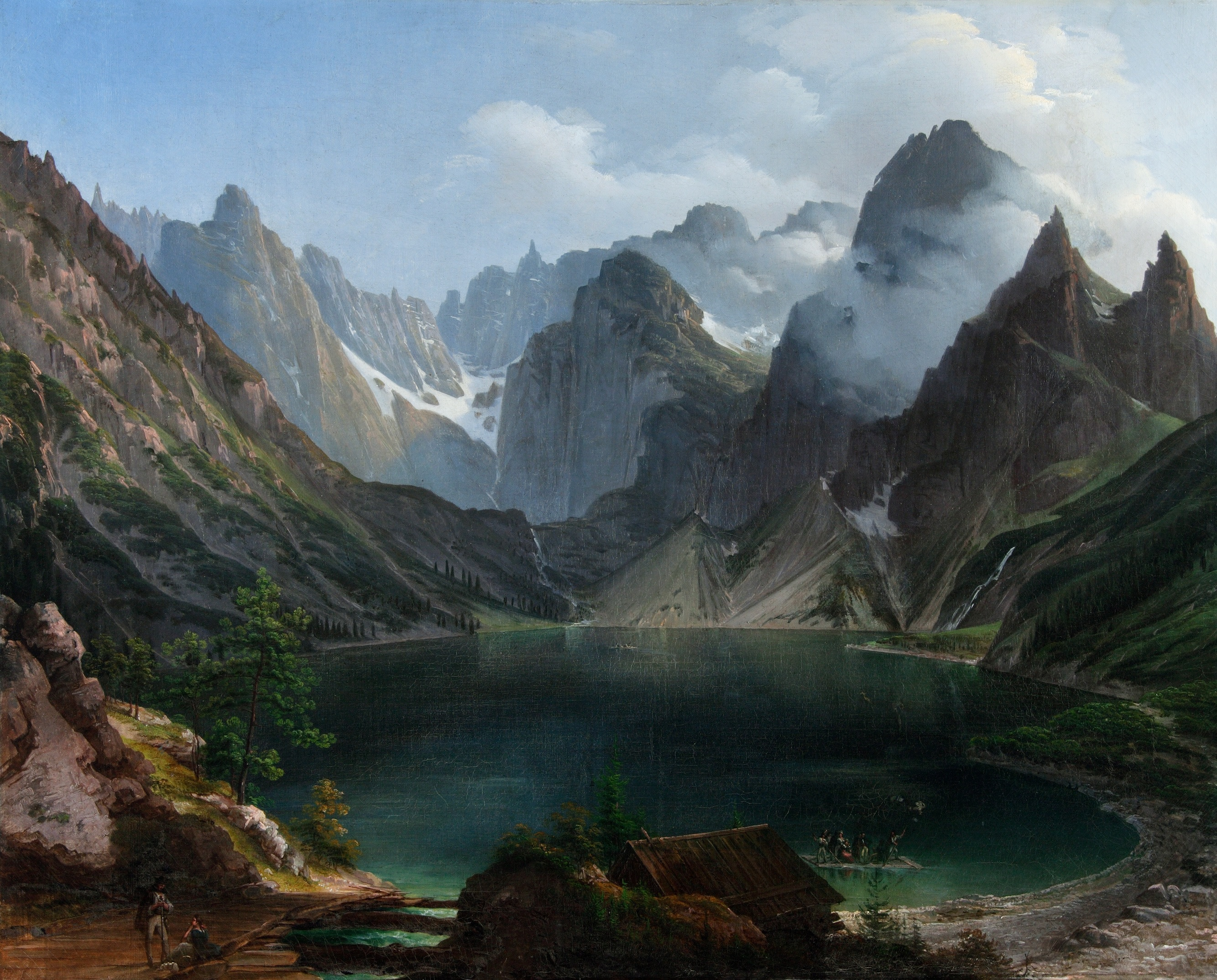
Morskie Oko (Tatry) (ok. 1837-1840) Muzeum Narodowe w Kielcach
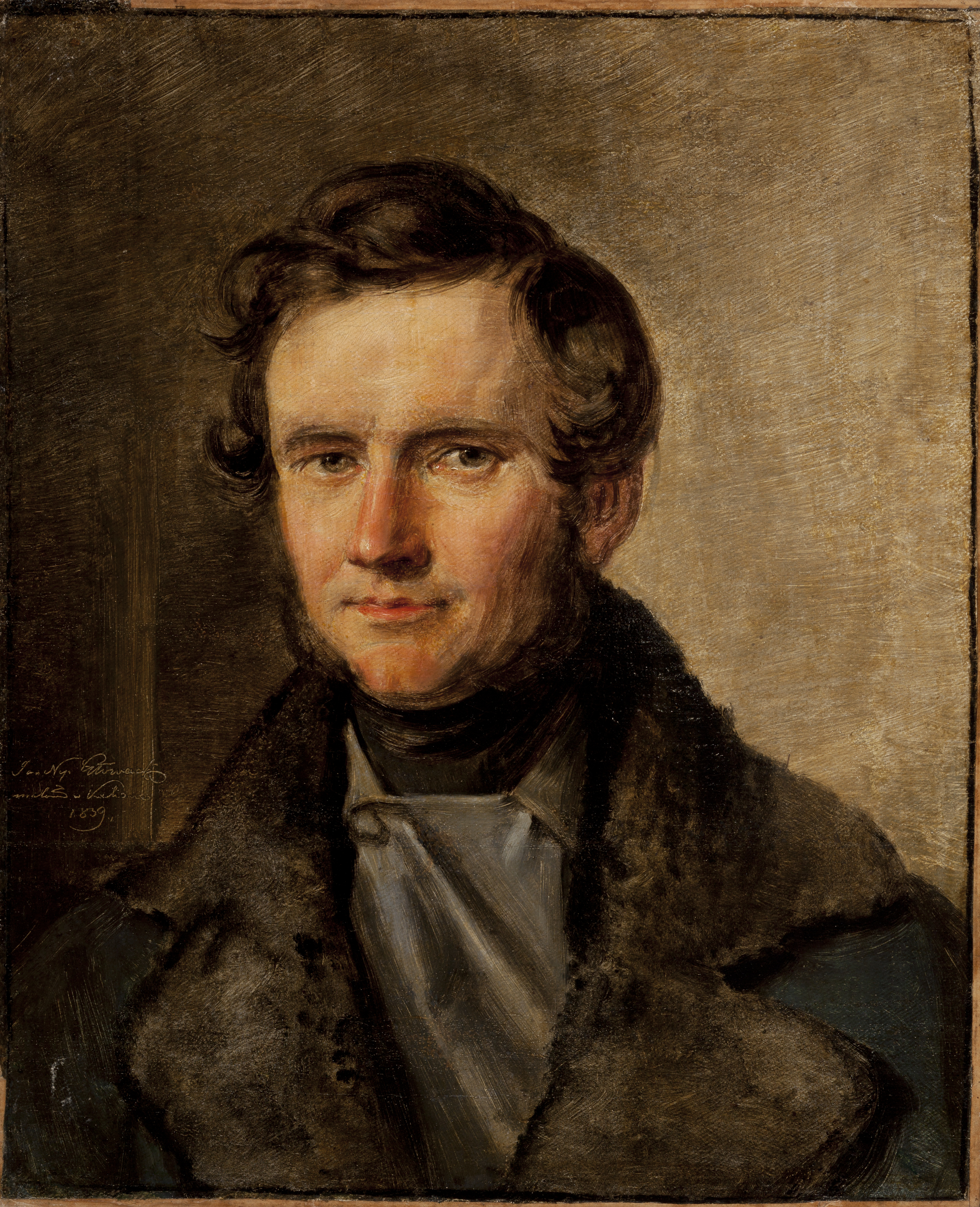
Portret inż. Macieja Bajera (1839) Muzeum Narodowe w Krakowie
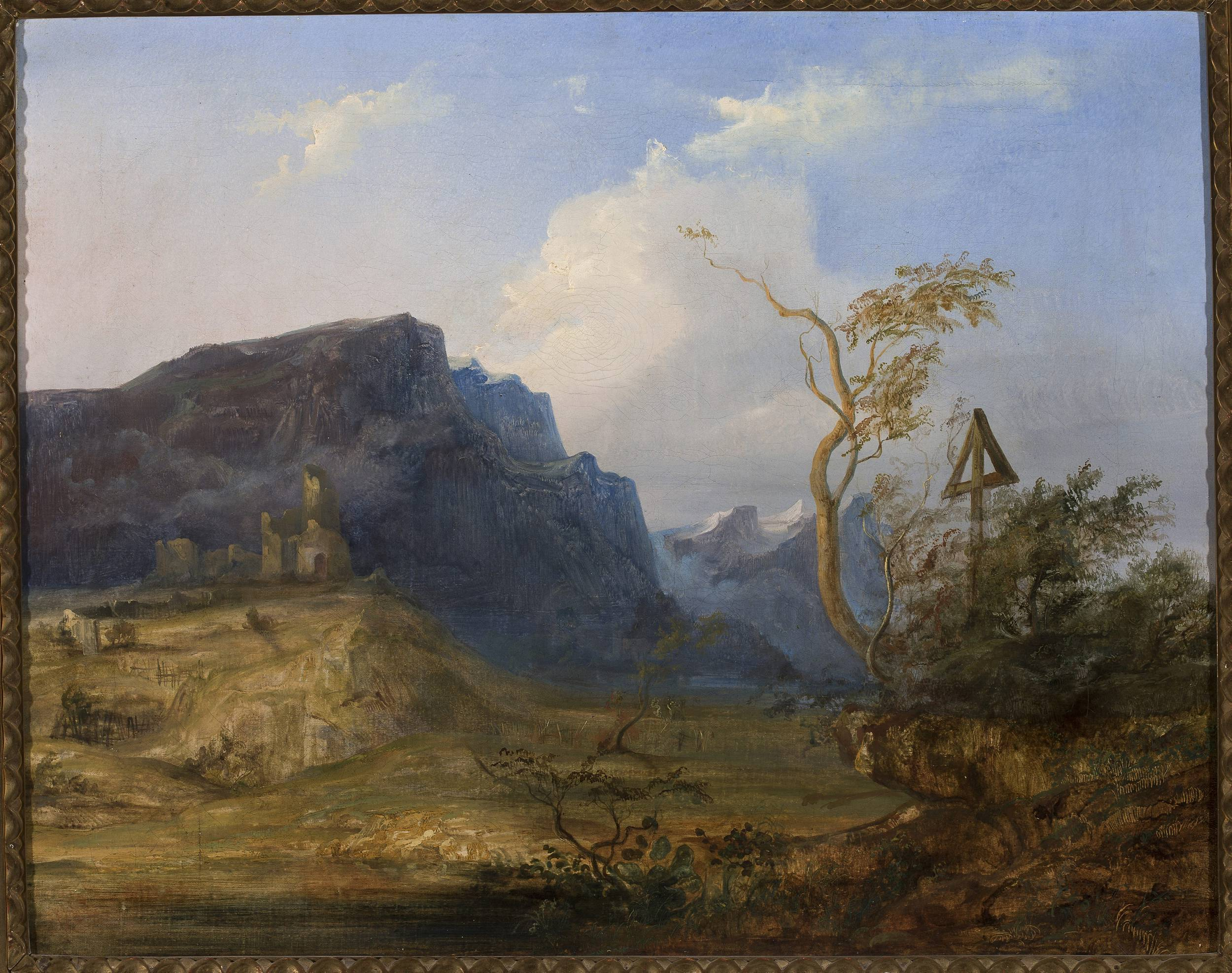
Pejzaż górski (ok. 1840) Muzeum Narodowe w Warszawie
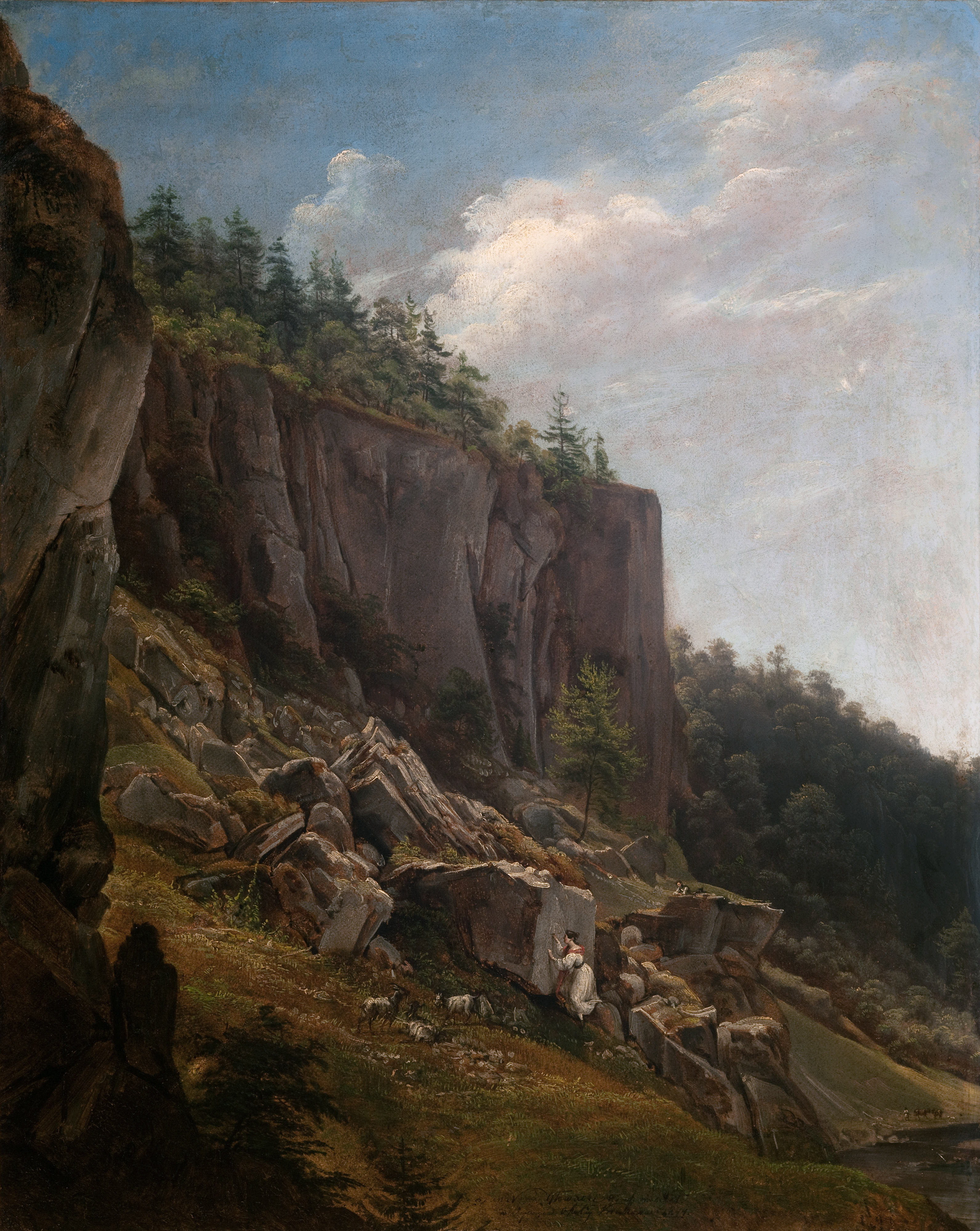
Widok Doliny Ojcowskiej (1844) Muzeum Narodowe w Krakowie
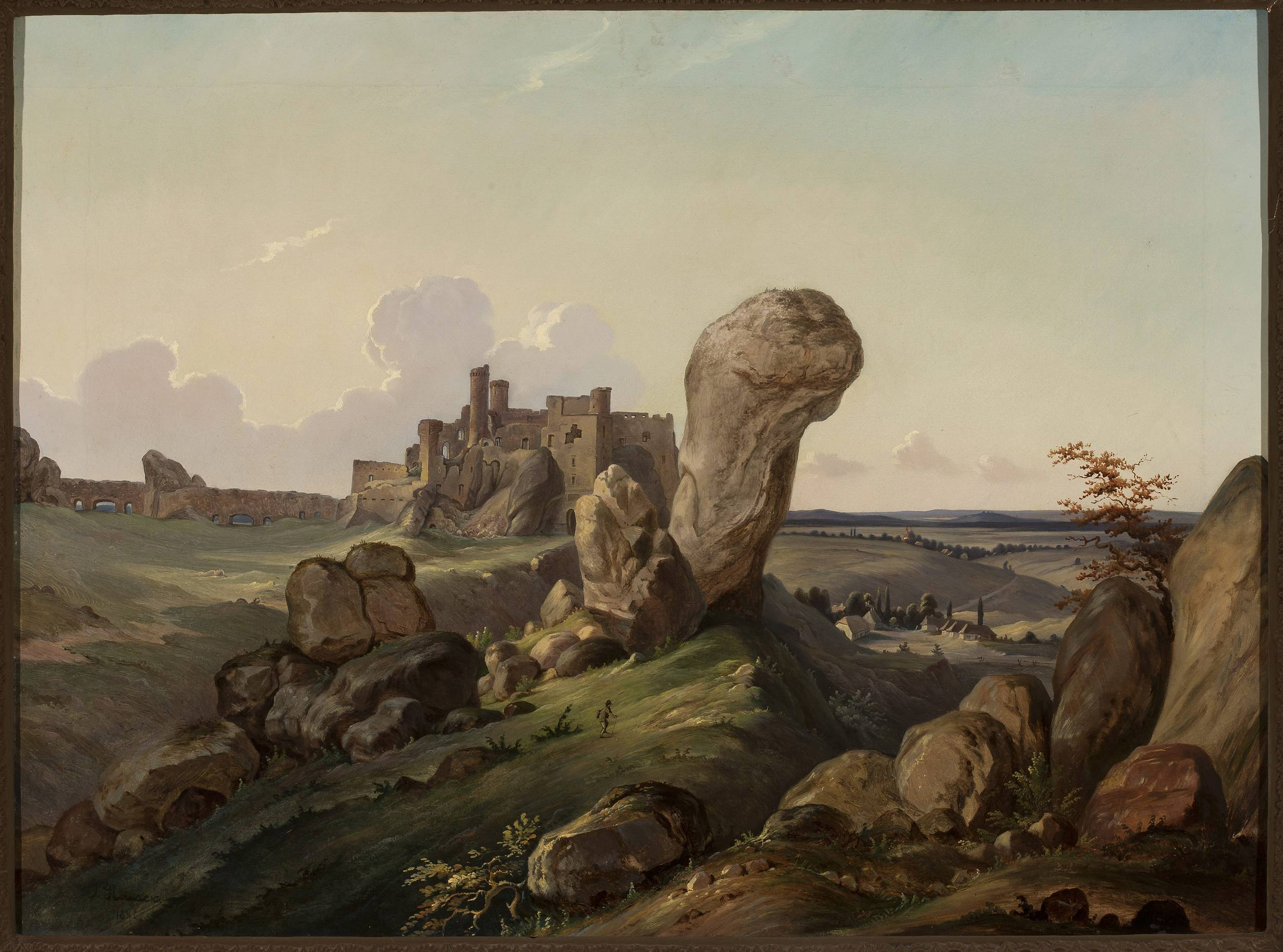
Pejzaż podgórski - Ogrodzieniec (1846) Muzeum Narodowe w Warszawie
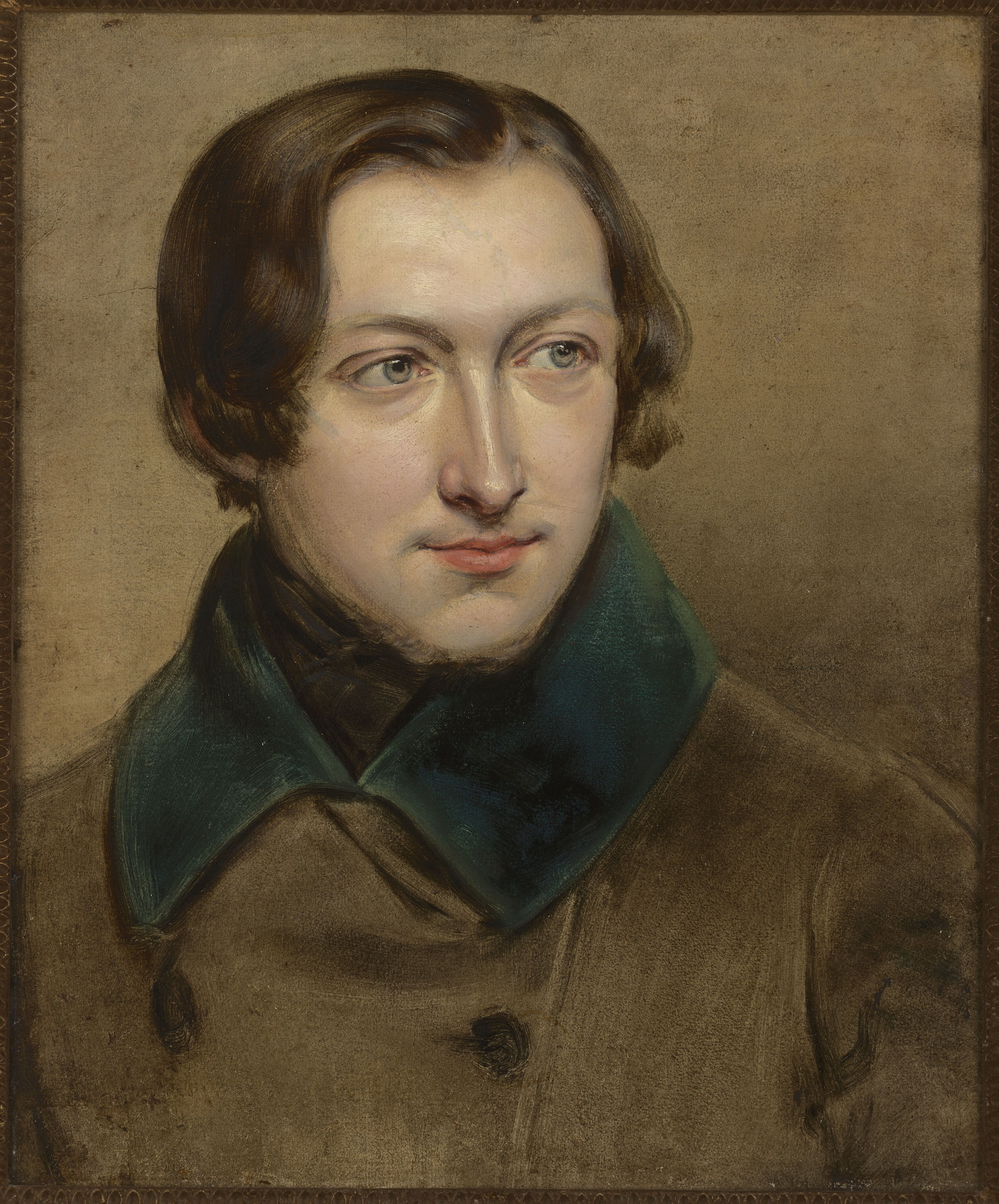
Portret Aleksandra Płonczyńskiego (ok. 1845-1847) Muzeum Narodowe w Krakowie